# Taufliegen
Die Taufliegen (Drosophilidae), auch Obstfliegen, Fruchtfliegen, Gärfliegen, Mostfliegen und Essigfliegen genannt, sind eine Familie der Fliegen (Brachycera) innerhalb der Ordnung der Zweiflügler (Diptera). Es handelt sich bei ihnen um kleine, nur etwa ein bis sechs, meist zwei Millimeter große Fliegen, die fast überall vorkommen: in feuchten Laubwäldern und an Waldrändern, aber auch in der Nähe menschlicher Behausungen. Sie werden von faulenden Früchten sowie Getränkeresten in offenen Flaschen angezogen, von deren gärenden Substanzen sie sich ernähren. Der deutsche Trivialname „Obstfliegen“ ist auf diese Vorliebe für faulendes Obst zurückzuführen. Der Name „Taufliegen“ leitet sich vom Verhalten der Tiere ab. Sie fliegen überwiegend morgens und abends, also zu jenen Zeiten, in denen sich häufig Tau niederschlägt.
Weltweit sind über 3000 Arten bekannt. Davon leben etwa 50 in Deutschland. Man unterscheidet Wildarten, die ökologisch an Gehölze gebunden sind, und Kulturfolger, die sich an menschliche Lebensgewohnheiten angepasst haben und vorwiegend im Kompost und überall dort leben, wo Früchte lagern oder Fruchtsäfte gären. Kulturfolger sind beispielsweise Drosophila melanogaster, Drosophila simulans, Drosophila funebris, Drosophila busckii, Drosophila immigrans, Drosophila hydei und Drosophila repleta.
Einige Wildarten kommen auch in Gärten, manche sogar in Häusern vor, wie zum Beispiel Drosophila subobscura und Drosophila limbata. Von den Kulturfolgern sind manche auch außerhalb von Siedlungen anzutreffen, aber sie können dort keine dauerhaften Populationen aufbauen.
Am bekanntesten ist die Art Drosophila melanogaster, die zwei bis drei Millimeter lang wird, gelbbraun gefärbt ist, schwarze Hinterleibsringe und rote Augen besitzt und im 20. Jahrhundert zu einem Standard-Untersuchungsobjekt der Genetik wurde.

## Entwicklung und Larvenstadien

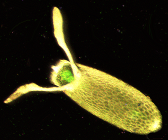
Drosophila-Ei

Bei vielen Taufliegenarten gibt es eine Balz vor der Paarung, die sich in mehrere Phasen unterteilen lässt. Die erste Phase umfasst die Erkennung, bei der das Männchen das Weibchen mit den Vorderfüßen betastet. Besonders jungfräuliche Weibchen sondern einen Sexuallockstoff ab, der über kurze Strecken von den Männchen wahrnehmbar ist. Die Identifizierung läuft offensichtlich chemisch ab, da das Männchen sich beim Betasten von artfremden Weibchen zurückzieht. In einer zweiten Phase kommt es zu einer optischen Orientierung, bei der das Männchen das Weibchen umrundet und hinter ihm herläuft. Diese Phase kommt nur bei tagaktiven Arten vor, fakultativ nachtaktive Arten wie Drosophila melanogaster vollführen sie nicht. In der dritten Phase öffnen beide Geschlechter langsam ihre Flügel und schließen diese wieder, wobei die Anzahl dieser Aktionen und das exakte Verhalten artspezifisch ist. Die vierte Phase beginnt mit einem Vibrieren des Männchens mit dem zum Weibchen weisenden Flügel, wobei es weiter das Weibchen umkreist. Der dabei erzeugte Luftstrom wird von den Weibchen mit Hilfe der in den Antennenbasen gelegenen Johnstonschen Organe wahrgenommen. Bei vielen Arten beantwortet das Weibchen das Vibrieren, indem es ebenfalls mit den Flügeln vibriert. Danach berührt das Männchen mit dem Rüssel die Geschlechtsregion des Weibchens und direkt darauf erfolgt der erste Kopulationsversuch. Das Männchen versucht, auf den Hinterleib des Weibchens zu steigen, wird dabei in der Regel jedoch mehrmals abgewehrt. Wenn das Weibchen nicht paarungswillig ist, flieht es. Zur Stimulation kann das Balzritual mehrmals wiederholt werden, bis es zur Paarung kommt.
Die Weibchen der Taufliegen legen bis zu 400 Eier in gärende Pflanzenstoffe oder andere Substrate ab, die als spätere Nahrung für die Larven dienen können. Die Eier sind arttypisch geformt und besitzen spezifische Atmungsanhänge mit einem Plastron.

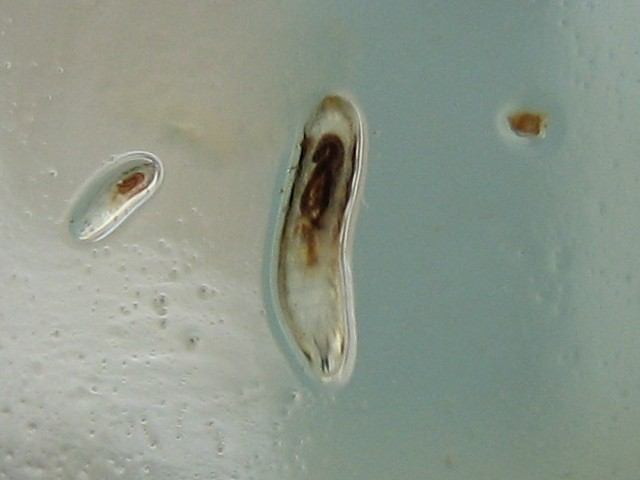
Zwei Madenstadien der Taufliege, das Kopfende ist unten

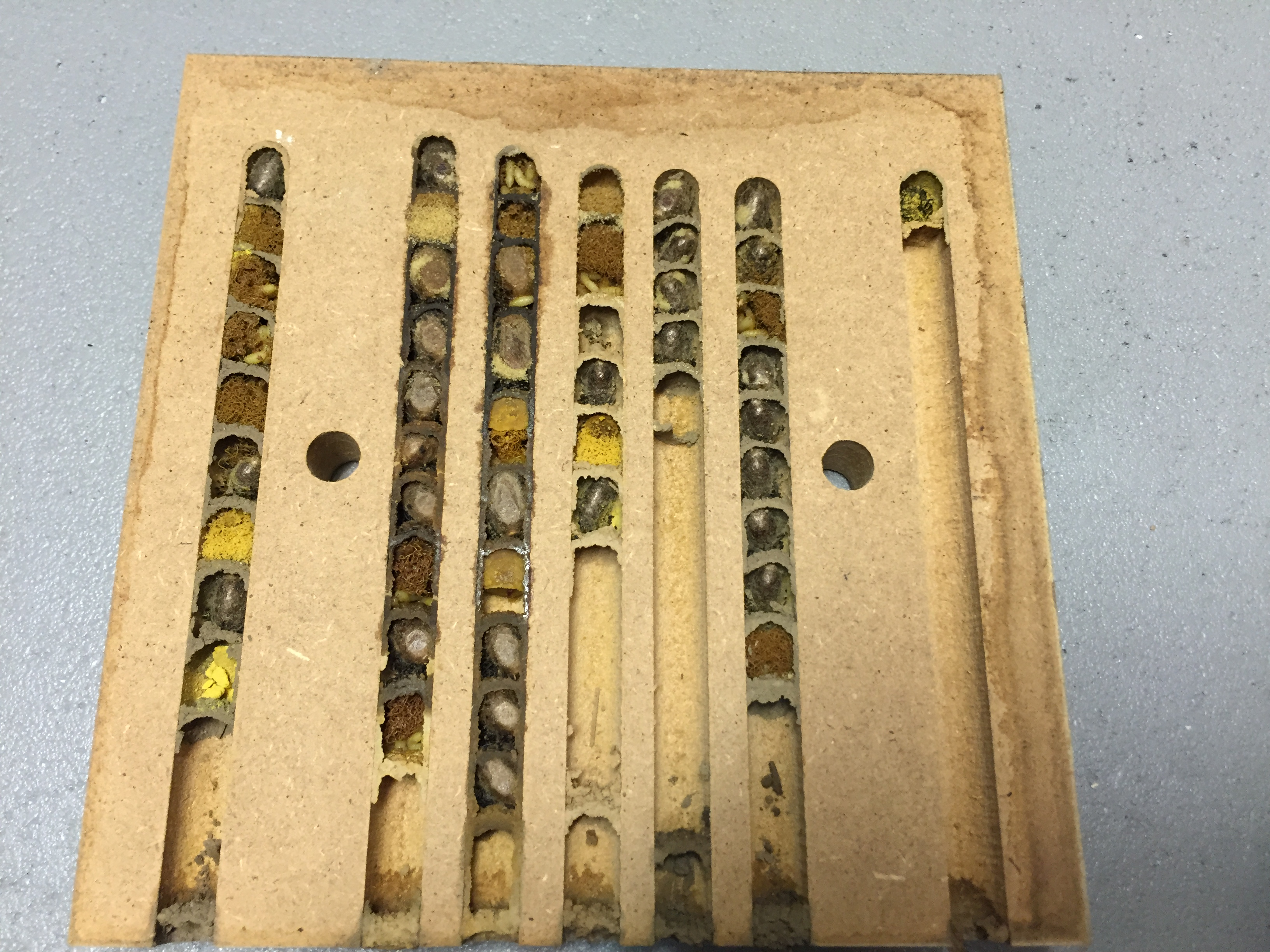
Befall von Bienenpuppen durch Taufliegenlarven

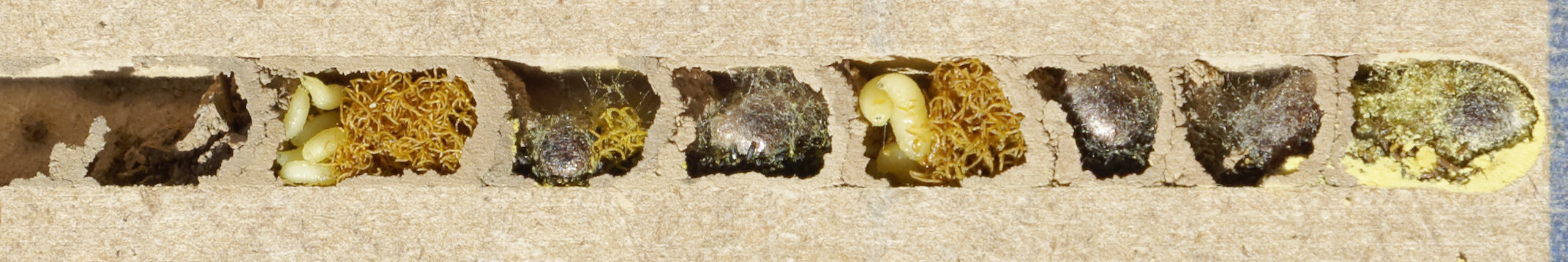
Nahaufnahme einer Niströhre mit Bienen-Kokons der Mauerbienen-Taufliegenlarven.

Die daraus schlüpfenden Larven durchlaufen wie andere Fliegenlarven drei Stadien in Form eines typischen Madenstadiums.
Die meisten Larven sind saprophag, ernähren sich also von abgestorbenen Pflanzenresten oder fauligen Früchten, insbesondere fressen sie hier die Mikroorganismen, die die Früchte zersetzen, zum Beispiel Hefen und Bakterien. Andere sind phytophag und leben als Minierer in Pflanzenstängeln oder Blättern. Zu diesen gehört Scaptomyza flava, die bei Massenvorkommen an Kulturpflanzen, vor allem Kreuzblütlern, lästig werden können. Wieder andere entwickeln sich in Pilzen (etwa Drosophila transversa) und manche, z. B. Acletoxenus formosus, ernähren sich sogar räuberisch von Insekten, die an Pflanzen saugen. Cacoxenus indagator-Larven leben in den Nestern solitärer Bienen und ernähren sich von deren Nektar- und Pollenvorrat.
Das erste Larvenstadium der Taufliegen ist metapneustisch, besitzt also nur eine offene Stigmenöffnung am Ende des Hinterleibs, die anderen beiden Stadien besitzen jeweils eine offene Stigmenöffnung am Vorder- und am Hinterende und sind somit amphipneustisch.
Am Ende der Entwicklung bildet sich eine braune Tönnchenpuppe, die gegebenenfalls überwintert. Die Puppe besitzt arttypische Prothorakalhörnchen, die der Atmung der Puppen dienen. Oft entwickeln sich mehrere Taufliegen-Generationen im Jahr. Je nach der Taufliegen-Art und den Umwelteinflüssen kann die Entwicklung von sieben bis zu über 60 Tagen dauern.

## Wirtschaftliche Bedeutung
Taufliegen gelten im Allgemeinen eher als Lästlinge denn als Schädlinge, da die meisten Arten sich in verrottendem Material vermehren. Ausnahmen sind Zaprionus indianus, die sich in Brasilien von Feigen ernährt, sowie Drosophila suzukii, die von dünnhäutigen Früchten wie Himbeeren und Kirschen lebt.
Die Larven der Drosophila repleta leben in Abwasserkanälen und übertragen Bakterien.
Es wird im Allgemeinen angenommen, dass Taufliegen Essigsäurebakterien verbreiten und auf diese Weise die alkoholische Vergärung durch Stimulation der Essigsäuregärung stören.

## Verhalten
Weibliche Taufliegen legen ihre Eier bevorzugt in vergärende Früchte, wenn die Fliegen in der Umgebung weibliche endoparasitoide Wespenlarven wahrnehmen. Den Wespen dienen Fliegenlarven als Wirtsorganismus, sie reagieren aber empfindlicher auf den bei der Gärung entstehenden Alkohol als die Fliegenlarven, deren Überlebenschancen somit steigen.

## Systematische Einordnung

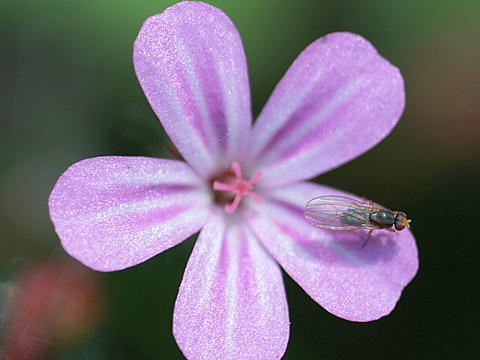
Taufliege auf einer Blüte

Die Drosophiliden gehören in der Ordnung der Diptera zu den Brachycera, den „Kurzfühlerigen“ (im Gegensatz zu den Mücken, den „Langfühlerigen“). Innerhalb der Brachycera gehören sie zu den cyclorrhaphen Schizophora. Die Cyclorrhapha („Rundspaltige“) zeichnen sich durch die bereits erwähnte Tönnchenpuppe aus. Den Namen haben sie deshalb, weil die schlüpffertige Fliege den Deckel der Puppe an einem kreisförmigen Spalt sprengt. Die Kraft für diese Sprengung stammt aus einer Blase, die sich zwischen Stirn und Gesicht der Fliege bildet. Nachdem die Fliege die Puppenhülle verlassen hat, bildet sich diese Blase wieder zurück. Es bleibt jedoch eine Naht zwischen Stirn und Gesicht, was ihnen den Namen „Schizophora“, „Spaltträger“ gab.
Innerhalb der Cyclorrhapha gehören die Taufliegen zu den Acalyptrata (den „unbedeckten“), das sind diejenigen Familien, deren Schwingkölbchen nicht von zwei Schuppen bedeckt sind (im Gegensatz zu den Calyptrata).
Die Familie der Drosophilidae wird in zwei Unterfamilien, Steganinae und Drosophilinae, eingeteilt, die sich zum Beispiel durch Beinborsten und den Bau der Vaginalplatten unterscheiden.
Zu den Steganinae gehören die Gattungen:
- Acletoxenus
- Amiota
- Cacoxenus (C. indagator)
- Gitona
- Leucophenga
- Stegana

Zu den Drosophilinae gehören die Gattungen (mit ausgewählten Arten):
- Chymomyza (C. amoena)
- Dettopsomyia
- Drosophila
- Microdrosophila
- Mycodrosophila
- Scaptomyza
- Zygothrica

## Fossile Belege
Fossile Vertreter dieser Familie sind sehr selten und fast nur aus Bernstein tertiären Alters bekannt. Nachweise von Taufliegen liegen aus eozänem Baltischen Bernstein und dem etwas jüngeren Dominikanischen Bernstein vor. Auf letztgenannter Lagerstätte wurden auch zwei Taufliegen vom Harz eingeschlossen, die von Milben bzw. Nematoden befallen waren.

## Hinweis zum Begriff „Fruchtfliege“
Ursprünglich wurden im deutschen Sprachgebrauch nur Fliegen aus der Familie Tephritidae (Bohrfliegen) als „Fruchtfliegen“ bezeichnet. Um Verwechslungen zu vermeiden, wird in diesem Artikel der schon länger etablierte deutsche Name „Taufliegen“ verwendet.